# Ignaz Lachner
Ignaz Lachner (ur. 11 września 1807 w Rain, zm. 24 lutego 1895 w Hanowerze) – niemiecki kompozytor i dyrygent.

## Życiorys
Muzyki uczył się początkowo u ojca, później w Wiedniu u swojego brata Franza. Objął po bracie stanowisko organisty w kościele luterańskim w Wiedniu, następnie był asystentem dyrygenta w Theater am Kärntnertor (1825–1828) i Hofoper (1828–1831). W kolejnych latach działał jako kapelmistrz teatrów w Stuttgarcie (1831–1836), Monachium (1836–1853), Hamburgu (1853–1858), Sztokholmie (1858–1861) i Frankfurcie nad Menem (1861–1875). 
Skomponował m.in. opery Der Geisterturm (wyst. Stuttgart 1837), Die Regenbrüder (wyst. Stuttgart 1839) i Loreley (wyst. Monachium 1846), cykl pięciu 1-aktowych obrazów scenicznych Alpenszenen (wyst. Monachium 1850), Kindersymphonie na fortepian i 9 instrumentów dziecięcych.
Odznaczony bawarskim królewskim krzyżem kawalerskim Orderu Zasługi św. Michała (1848), badeńskim wielkoksiążęcym krzyżem kawalerskim Orderu Lwa Zeryngeńskiego (1856) i meksykańskim cesarskim krzyżem komandorskim Orderu Guadalupe (1865). 